# Edo Budiša
Edo Budiša (Rovinj, 20. kolovoza 1958. – Trst, 25. listopada 1984.), hrvatski književnik

## Životopis
Rođen u Rovinju. Diplomirao je na Pravnom fakultetu u Zagrebu. Kao pravnik radio u rodnom gradu. Istaknuti je pripadnik književnog naraštaja quorumovaca, zarana se potvrdivši kao majstor kraće forme. Priče su mu objavljivane u Studentskom listu od 1979., potom u Pitanjima, Poletu, Večernjem listu, Omladinskoj iskri, Vidiku, beogradskoj Književnoj reči te postumno u Novoj Istri, Quorumu i dr., a za njih je i nagrađivan.
Za života su mu tiskane Lijepe priče (1984.) i roman Klub pušača lula (1984.), a nakon smrti sabrana djela Ponovo probuđeni čovjek (1999.). Obilježja njegova autorskoga pisma, koje otvoreno zrcali velike uzore svjetske literature jesu fragmentarnost, metatekstualnost, fantastika, svijet iluzija, osama kao usud, a s druge strane pripovjedačka vještina bliska tradicionalnijem proznom iskazu. Zastupljen je u Antologiji hrvatske novele (1997.) Krešimira Nemeca, Pričama iz Istre (1999.) Daniela Načinovića, Glasima književne Istre (2002.) Borisa Biletića i dr.
Umro je vrlo mlad. Djelo mu je ostavilo snažno i prepoznatljivo nasljeđe u hrvatskoj književnosti, posebno u njegovom formi gdje je bio majstor, kratkoj pripovjedačkoj formi.
Po Edi Budiši zove se godišnja književna nagrada Istarske županije Nagrada Edo Budiša.